# Joshep Bates
Joseph Bates (n. 8 iulie 1792, Rochester⁠(d), Massachusetts, SUA – d. 19 martie 1872, Battle Creek, Michigan, SUA) a fost un marinar și teolog adventist. El a fost fondatorul adventismului sabatarian.
Joseph Bates s-a născut în Rochester, Massachusetts, pe 8 iulie 1792. Tatăl său, de asemenea, numit Joshep, a fost voluntar în Războiul de independență, iar mama sa a fost fiica lui Barnaba Nye de tip Sandwich, Massachusetts. În 1793, familia lui Bates s-a mutat în New Bedford, Massachusetts, care va deveni localitatea Fairhaven în 1812. În iunie 1807, Bates a navigat ca băiat de cabină pe o navă nouă comandată de Elias Terry, numit Fanny, la Londra. Acesta a fost începutul carierei de marinar a lui Bates.
În 1811, Bates a fost luat ca prizonier. După eliberare și-a continuat cariera, în cele din urmă devenind căpitan de vas. În timpul unei călătorii, el a citit o copie a Bibliei pe care soția lui i-a dat-o. De asemenea, el a fost un puternic susținător al abolirii sclaviei. În 1839, el a acceptat învățăturile lui William Miller care spunea că Isus vine în curând.
Bates a devenit cunoscut sub numele de „apostol al Sabatului” și a scris mai multe broșuri cu privire la acest subiect.
Joseph Bates a fost un susținător puternic al lui James White și a darului profetic, despre care credea că s-a manifestat în viziunile primite de tânăra Ellen G. White. 
Joseph Bates a murit pe 19 martie 1872 în Battle Creek, Michigan. El este îngropat în Poplar Hill Cemetery in Monterey, Michigan.

## Vezi și
- Ellen G. White
- Adventist